# Ariane Chemin
Pour les articles homonymes, voir Chemin.
Ariane Chemin, née le 7 mai 1962, est une journaliste et essayiste française.

## Biographie

### Jeunesse et études
Ariane Chemin est née le 7 mai 1962,. Elle est licenciée en lettres classiques et diplômée, en 1986, de l'Institut d'études politiques de Paris.

### Parcours professionnel
Elle a été pendant de nombreuses années journaliste au quotidien Le Monde au service « politique », « société », avant de devenir grand reporter dans ce même journal. Elle écrit aussi des livres d'actualité, dont La Femme fatale avec Raphaëlle Bacqué au lendemain de l'élection présidentielle de 2007. Cette même année, Ariane Chemin publie avec Judith Perrignon La Nuit du Fouquet's, sur la soirée du Fouquet's du 6 mai 2007.
En 2008, Ariane Chemin quitte le journal Le Monde pour Le Nouvel Observateur. En 2011, elle retourne au  Monde.
En 2012, elle participe au documentaire d'Yves Jeuland Les Gens du Monde.
En 2018, elle reçoit le prix littéraire Hervé-Ghesquière, avec Raphaëlle Bacqué, pour leur ouvrage La Communauté.
En 2023, elle reçoit le prix Out d'Or du « coup d’éclat éditorial » pour avoir mis en lumière dans Le Monde, dans une série de cinq articles « Les années clandestines », la vie des gays dans la France des années 1960-1970. C'est après la lecture de cette enquête journaliste que le sénateur socialiste Hussein Bourgi a décidé de déposer une proposition de loi destinée à réhabiliter et réparer les personnes condamnées pour le « délit d'homosexualité » de 1942 à 1982.

## Révélations

### Affaire Benalla
Le 18 juillet 2018, Ariane Chemin révèle dans un article que les coups portés lors de la manifestation du 1er mai, place de la Contrescarpe, sur un couple – dont la scène est filmée par Taha Bouhafs – l'ont été par Alexandre Benalla, chargé de mission sécurité au sein du cabinet du chef de l'État. C'est le début de l'affaire Benalla, qui secoue l'exécutif pendant quelques semaines, et qui verra l'ex-chargé de mission de l'Elysée définitivement condamné à 1 an de prison ferme en juin 2024.
Pour avoir, dans ce contexte, enquêté sur le profil d’un sous-officier de l’armée de l'Air Chokri Wakrim – qui est alors le compagnon de l’ex-cheffe de la sécurité de Matignon, Marie-Élodie Poitout – qui était lié par un contrat de protection rapprochée avec un homme d’affaires russe (ce qui a conduit à l’ouverture d’une enquête pour « corruption »), Ariane Chemin est convoquée en mai 2019 par la direction générale de la Sécurité intérieure (DGSI). Le quotidien Le Monde rappelle son soutien à la journaliste, et indique que « l’intérêt public suppose de pouvoir enquêter sur les entourages et les liens entretenus par des collaborateurs de l’Elysée ou de Matignon, quels que soient leurs parcours antérieurs ». La même procédure d'audition libre a été utilisée en mai 2019 pour convoquer plusieurs journalistes du média Disclose, ainsi qu'un journaliste de la cellule investigation de Radio France,.
Elle co-scénarise, en association avec le journaliste du Monde François Krug, l'album de bande dessinée Benalla et moi, traitant de l'affaire Benalla, dessiné par Julien Solé et publié en janvier 2020 aux éditions du Seuil.

## Polémiques

### Élection présidentielle française de 2002
Le 8 septembre 2001, Ariane Chemin signe dans Le Monde un article intitulé « Quand Alain Lipietz aidait le FLNC à rédiger son programme » alors que celui-ci est encore le candidat choisi par les Verts pour l'élection présidentielle de 2002. À la suite de cet article, Alain Lipietz est remplacé pour ce scrutin par Noël Mamère le mois suivant,. En février 2002, lors d'un débat organisé par Acrimed, Alain Lipietz soutient que c'est une de ses anciennes étudiantes qui a rédigé le programme économique du FLNC en s'inspirant de ses cours,.

## Procès

### Portrait de Michel Houellebecq
En 2015, Ariane Chemin écrit une enquête littéraire en six volets sur l'écrivain Michel Houellebecq, publiée par Le Monde en août et pour laquelle elle reçoit le prix Marie Claire de la journaliste de l'année en octobre,. Michel Houellebecq, qui a refusé de participer à des interviews préparatoires avec la journaliste dont il conteste la qualité du travail,, porte plainte en septembre 2015 contre Le Monde pour « violation des droits d'auteur et du secret de ses correspondances » mais, le 8 septembre 2016, perd son procès,.

### Plaintes de Robert Faurisson
Robert Faurisson porte plainte à plusieurs reprises contre Ariane Chemin, qui l'a qualifié de « menteur professionnel », « falsificateur » et « faussaire de l’histoire ». La justice donne raison à Ariane Chemin en retenant, pour la première fois dans les procès intentés par le négationniste, l'exception de vérité pour débouter Robert Faurisson de son action en diffamation contre la journaliste.

## Ouvrages
- 2002 : Jospin & Cie : Histoire de la gauche plurielle, 1993-2002, avec Cécile Amar, Seuil[28]
- 2004 : La Promo Sciences-Po 1986, Stock[29]
- 2005 : Une famille au secret : Le président, Anne et Mazarine, avec Géraldine Catalano, Stock[30]
- 2007 : La Femme fatale, avec Raphaëlle Bacqué, Albin Michel[31] et La Nuit du Fouquet's, avec Judith Perrignon, Fayard[32]
- 2009 : Fleurs et Couronnes, Stock[33] et L'Intégrale Corse, introduction et textes du livre de René Pétillon, Les Arènes/Glénat[34]
- 2012 : Les Strauss-Kahn, avec Raphaëlle Bacqué, Albin Michel[35]
- 2015 : Le Mauvais Génie, avec Vanessa Schneider, Fayard – livre-enquête sur Patrick Buisson ; prix Bernard Mazières du livre politique 2015[36],[37]
- 2016 : Mariage en douce, Équateurs[38]
- 2018 : La Communauté, avec Raphaëlle Bacqué, Albin Michel
- 2018 : Toute une époque. Enquêtes et reportages, éditions Robert Laffont
- 2020 : Benalla et moi (album BD : scénario avec François Krug, dessin de Julien Solé), Seuil
- 2021 : À la recherche de Milan Kundera : un récit d'Ariane Chemin, éditions du Sous-sol  (ISBN 978-2-36468-484-3)
- 2021 : Raoult. Une folie française, avec Marie-France Etchegoin, coll. « Hors série Connaissance », Gallimard
- 2023 : Ne réveille pas les enfants : un récit d'Ariane Chemin, éditions du Sous-sol

## Documentaires
- 2021 : La vie devant nous coécrit avec Frédéric Laffont[39]
- 2025 : Zelensky (documentaire en deux parties) coécrit avec Yves Jeuland et Lisa Vapné[40],[41],[42]